# Batalla de Pasewalk
La Batalla de Pasewalk fue una batalla de la guerra de los Siete Años que se libró en Pasewalk entre fuerzas suecas y prusianas el 3 de octubre de 1760.
La fuerza prusiana de 4200 hombres bajo el mando de Paul von Werner intentaba tomar Pasewalk donde  estaba estacionada una fuerza sueca de 1700 hombres mandadas por Augustin Ehrensvärd. Después de dos ataques fallidos en la ciudad y varias escaramuzas en el exterior, la fuerza prusiana, después de siete horas de enfrentamientos, se retiró a medida que se acercaba la noche.
Las bajas en ambos bandos fueron severas ya que Suecia sufrió pérdidas de 500 hombres, muchos de ellos capturados por las tropas prusianas que tomaban los reductos cercanos. Sin embargo, los prusianos perdieron 300 hombres cuando intentaban atacar al principal ejército sueco en Pasewalk.